# Косежево
Косежево (пол. Kosierzewo) — село в Польщі, у гміні Малехово Славенського повіту Західнопоморського воєводства.
Населення — 261 особа (2011).
У 1975-1998 роках село належало до Кошалінського воєводства.

## Демографія
Демографічна структура станом на 31 березня 2011 року:
|          | Загалом | Допрацездатний вік | Працездатний вік | Постпрацездатний вік |
| -------- | ------- | ------------------ | ---------------- | -------------------- |
| Чоловіки | 137     | 33                 | 83               | 21                   |
| Жінки    | 124     | 25                 | 62               | 37                   |
| Разом    | 261     | 58                 | 145              | 58                   |